# Пиковая дама (фильм, 1982)
«Пиковая дама» — фильм Игоря Масленникова по одноимённой повести А. С. Пушкина, снятый на киностудии «Ленфильм» в 1982 году.

## Сюжет
Инженер Германн не похож на других — он никогда не играет в карты, однако всегда присутствует при игре. Однажды он услышал таинственную историю о трёх картах…
Виртуозно-артистичная экранизация сюжета Пушкина, поставленная Игорем Масленниковым. Текст от автора читает Алла Демидова.

## В ролях
- Алла Демидова — рассказчик
- Виктор Проскурин — Германн
- Ирина Дымченко — Лизавета Ивановна
- Елена Гоголева — графиня Анна Федотовна
- Виталий Соломин — Томский
- Иннокентий Смоктуновский — Чекалинский
- Константин Григорьев — Нарумов
- Александр Захаров — Сурин
- А. Пинтовская
- В. Баганов
- Е. Градов

## Авторы фильма
- Режиссёр-постановщик: Игорь Масленников
- Оператор-постановщик: Юрий Векслер
- Художник: Исаак Каплан
- Художник по костюмам: Нелли Лев
- Автор сценария: Александр Шлепянов
- Звукооператор: Ася Зверева
- Музыка из произведений Дмитрия Бортнянского
- Режиссёр: Аркадий Тигай
- Режиссёр комбинированых съёмок: Виктор Оковитый
- Художник-гримёр: Лилия Завьялова
- Монажёр: Людмила Образумова
- Оператор: Михаил Куликов
- Мастер по свету: Евгений Степанов
- Редактор: Никита Чирсков
- Режиссёрская группа: Галина Заиграева, П. Рессер, Н. Ягман
- Директор картины: Григорий Прусовский

Фильм снят на плёнке «Свема».

## О фильме
Киновед Тамара Сергеева писала о фильме в «Киноведческих записках»:

«Пиковая дама» Масленникова — сдержанный и в то же время интонационно выразительный рассказ Актрисы (Алла Демидова), которая ведет нас за собой в своеобразную «экскурсию» по пушкинским местам, начинающуюся ярким, солнечным зимним днем у Зимней канавки и там же заканчивающуюся.
Пушкинская разбивка на главы, эпиграфы — всё сохранено режиссером. Повесть именно читается Демидовой, драматическому же действию отведено не так уж много места. Мистики в этой эмоционально спокойной, «уравновешенной», светлой «Пиковой даме» совсем нет.

В 2021 году киновед киновед Татьяна Москвина назвала фильм "классическим", и сильно выигрывающим на фоне поздних экранизаций Пушкина:

в телефильме Масленникова «Пиковая дама», где текст Пушкина звучал полностью, однако оригинальность была в том, что за автора представительствовала Алла Демидова, такая умная элегантная дама – анти-Венера в мехах. Остальной кастинг – просто классический: графиня – сверхзвезда Малого театра Елена Гоголева, Германн – Виктор Проскурин, Чекалинский – Иннокентий Смоктуновский, Томский – Виталий Соломин. Это строгая, почтительная, сделанная с большим вкусом экранизация, которая от тех извращений, которые проделали с пушкинской повестью за последние годы в кино и на театре, сильно набрала преимуществ…
Сам режиссёр фильма Игорь Масленников считал, что «Пиковая дама» является его лучшим фильмом.